# Václav Pichl

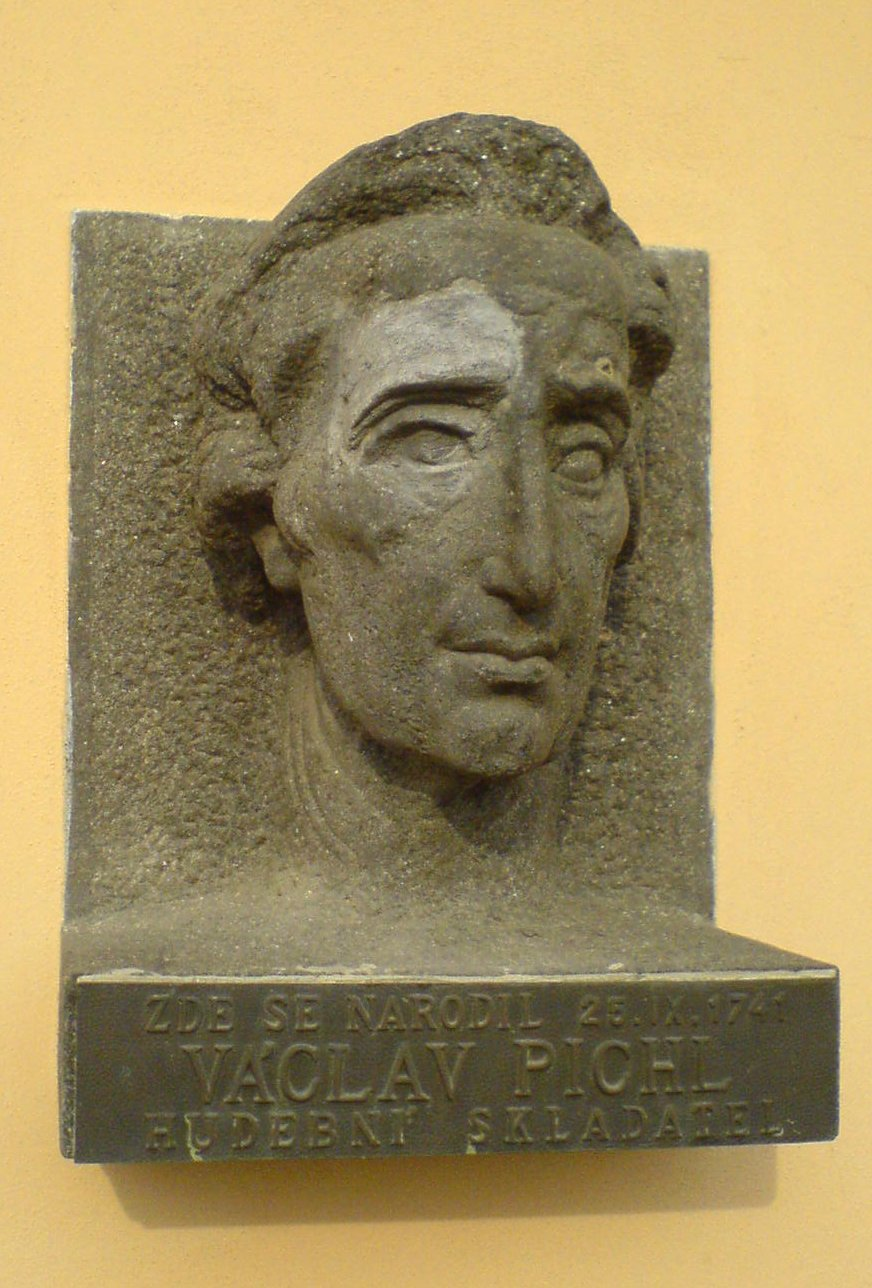
Büste von Václav Pichl

Václav Pichl (auch Wenzel Pichl; * 25. September 1741 in Bechyně, Böhmen; † 23. Januar 1805 in Wien, Österreich) war ein böhmischer Geiger, Komponist und Musikdirektor.

## Leben
Seine erste musikalische Ausbildung begann er in Bechyně mit dem Lehrer Jan Pokorny. Im Zeitraum von 1752 bis 1758 arbeitete er als Sänger an der Jesuitenschule in Březnice. Später war er in Prag Geiger am Jesuitenseminar von St. Vaclav und studierte an der Karl-Ferdinands-Universität Philosophie, Theologie und Jura. An der Teynkirche wurde er im Jahre 1762 als ersten Geiger angestellt, während er mit dem Organisten Josef Seger Kontrapunkt studierte.
1765 war er bei dem Komponisten Carl Ditters von Dittersdorf als Geiger für das Privatorchester von Bischof Adam Patachich in Großwardein, dem heutigen Oradea in Rumänien, beschäftigt. Das Orchester löste sich im Jahre 1769 allerdings auf, woraufhin Pichl Kapellmeister des Grafen Ludwig Hartig in Prag wurde. Schon 1770 kam er als Geiger in das Orchester des Kärntnertor-Theaters in Wien. Im Jahre 1775 erhielt er die Stelle des Kapellmeisters bei Erzherzog Ferdinand Karl, dem österreichischen Gouverneur von Mailand und zweitjüngstem Sohn von Kaiserin Maria Theresia, wo er rund zwanzig Jahre wirkte. Von 1790 bis 1796 war er Musikdirektor der Oper in Monza und kehrte beim Einfall der französischen Italienarmee nach Wien zurück. Hier erlitt er am 23. Januar 1805 einen tödlichen Schlaganfall, als er im Palais Lobkowitz ein Violinkonzert spielte.
Pichl komponierte 20 Opern, 30 Solokonzerte, 20 Messen, 89 Sinfonien, von denen allerdings etliche verloren sind, und zahlreiche Kammermusikwerke, darunter 148 Stücke für das seltene Baryton-Instrument im Auftrag von Fürst Nikolaus I. Joseph Esterházy de Galantha in Eisenstadt.

## Werke (Auswahl)
- 6 Symphonien op. 1
- 6 Streichquartette op. 2 (1780)
- 3 Violinkonzerte op. 3 (1775)
- 6 Duets für 2 Violinen op. 4
- 6 Divertimenti op. 5 (1781)
- 6 Streichtrios op. 7 (1783)
- 3 Symphonien op. 8
- 3 Serenaden op. 9 (1783)
- Andante mit 100 Variationen op. 11: Cento Variazioni sulla Scala del Basso fermo per esercizio del Violino (1787)
- 3 Flötenquartette op. 12 (1790)
- 3 Streichquartette op. 13
- 3 Duets für Viola und Cello op.14 (1790)
- 3 Quartette op. 16
- 6 Duos für Violine und Viola op.18 (1795)
- 12 Caprices op. 19: Douze Caprices à Violon seul (um 1795)
- 3 Triosonaten op. 26 (1796)
- Etude pour le violon : formant 12 caprices op. 46 (um 1801)

- Fagottkonzert in C-Dur
- Kontrabasskonzert D-Dur
- Symphonie in E-Dur (Clio)
- Symphonie in C-Dur (Calliope)
- Symphonie in B-Dur (Melpomene)
- Symphonie in D-Dur (Diana)
- 6 Streichtrios